# Liebfriede Bernstiel
Liebfriede Bernstiel (* 14. Dezember 1915 in Hamburg; † 6. Februar 1998 in Ahrensburg) war eine deutsche Keramikerin. Sie war langjährige Assistentin, Mitarbeiterin und Lebensgefährtin des Bauhaus-Keramikers Otto Lindig und Leiterin von Keramikwerkstätten.

## Leben und Werk
Nach Abschluss der schulischen Ausbildung musste sich Liebfriede Bernstiel zunächst um die Pflege der erkrankten Mutter kümmern. 1933 begann sie schließlich ein Studium an der Landeskunstschule Hamburg. Sie belegte Kurse in der Töpferklasse von Max Wünsche. 1934 wechselte sie nach Halle an die Meisterschule Burg Giebichenstein. Hier studierte sie bis 1938 bei Hubert Griemert. 1937 legte sie in Halle ihre Gesellenprüfung ab. Nach Abschluss ihres Studiums bemühte sie sich um Anstellungen bei Hedwig Bollhagen in Marwitz und bei der Königlichen Porzellan-Manufaktur in Berlin. Von beiden Manufakturen erhielt sie jedoch Absagen, so dass sie für neun Monate im anthroposophischen Heil- und Erziehungsinstitut Lauenstein arbeitete. Am 9. Februar 1939 wurde sie nach mehreren Bewerbungen von der Keramische Werkstatt Dornburg angenommen und arbeitete schließlich in der Werkstatt von Otto Lindig. Nach der Einberufung von Markus und Otto Lindig übernahm sie in den letzten Monaten des Zweiten Weltkrieges die Leitung der Werkstätte. 1944 legte sie in Dornburg ihre Meisterprüfung ab. Unmittelbar nach dem Krieg war die Aufrechterhaltung des Brennbetriebs in Dornburg aus Rohstoffmangel nicht mehr möglich. Liebfriede Bernstiel ging zu ihrer Familie nach Norddeutschland zurück.
1947 erhielt sie eine Anstellung als Assistentin von Siegfried Möller und Gerhard Marcks an der Hochschule für Bildende Künste in Hamburg, wo sich zahlreiche ehemalige Bauhausschüler, u. a. Wolfgang Tümpel, Kurt Kranz und Else Mögelin um Gerhard Marcks versammelten.  Marcks übertrug Liebfriede Bernstiel die serielle Ausführungen seiner Keramikentwürfe, u. a. seines 1932 entworfenen Teeservices Tiergarten.
Nachdem Otto Lindig auf Empfehlung von Liebfriede Bernstiel dem Ruf von Marcks gefolgt ist, die Keramikabteilung an der Hamburger Hochschule als Leiter zu übernehmen, arbeitete  Bernstiel erneut als seine Assistentin. In dieser Zeit wurde sie die Lebensgefährtin Lindigs, 1952 wurde die gemeinsame Tochter Christiane Bernstiel in Hamburg geboren.
Im Frühjahr 1955 ging sie nach Ahrensburg und baute sich dort mit Unterstützung von Gerhard Marcks, Otto Lindig sowie Richard und Elisabeth  Winkelmayer eine eigene Keramikwerkstatt auf. In Ahrensburg erhielt sie 1956 vom Kunstverein Düsseldorf den Auftrag, Gipsmodelle für die Porzellanfabrik Rhenania Duisdorf nach Entwürfen von Gerhard Marcks zu fertigen.
In Ahrensburg unterrichtete Liebfriede Bernstiel zahlreiche Schüler. Nach seiner Pensionierung im Jahr 1960 übergab Lindig ihr alle seine in Hamburg entworfenen Formen und Glasurrezepturen. Nach seinem Tod Anfang Juli 1966 sah sie es als ihre Aufgabe an, das künstlerische Vermächtnis Lindigs zu bewahren. Sie fertigte zahlreiche Repliken nach Entwürfen von Lindig mit verschiedenen Glasuren an, so die bekannte Bauhaus-Kanne L16. Seit 1956 nahm Liebfriede Bernstiel auch öffentliche Aufträge zur Ausfertigung von Bauplastik und Baukeramik an, die ihr ein regelmäßiges Einkommen sicherten. Reisen in den Mittelmeerraum und nach China beeinflussten nachhaltig ihr spätes künstlerisches Lebenswerk.
Liebfriede Bernstiel starb im Februar 1998.
Ein Teil ihres Nachlasses befindet sich heute im Deutschen Kunstarchiv im Germanischen Nationalmuseum in Nürnberg.

## Rezeption
Von 1955 bis 1992 beteiligte sie sich regelmäßig an der traditionelle Weihnachtsausstellung im Museum für Kunst und Gewerbe Hamburg. Darüber hinaus stellte sie ihre Keramiken in Einzel- und Gruppenausstellungen aus, u. a.:
- Liebfriede Bernstiel; Behnhaus Lübeck 1980
- Liebfriede Bernstiel, Keramik; Christiane Bernstiel, Keramik; Ulrich Sack, Malerei; Bad Oldesloe 1989
- Kunst aus Hamburg: Liebfriede Bernstiel, Keramik, Wilfried Pupke, Schwarzweissfotografie;  Gera 1992
- Liebfriede Bernstiel und Schüler; Ahrensburg 1994
- Liebfriede Bernstiel zum Hundertsten; Dornburg 2015/16

Keramiken von Liebfriede Bernstiel werden heute in zahlreichen Keramik- und Designmuseen gezeigt, unter anderem im Keramik-Museum Bürgel, im Hetjens-Museum für moderne Keramik Düsseldorf, im Museum für Kunst und Gewerbe Hamburg, im Keramion Frechen sowie in der Veste Coburg.